# Kunduz-luftangrebet
36°35′24″N 68°53′6″Ø / 36.59000°N 68.88500°Ø
Kunduz-luftangrebet skete fredag den 4. september 2009 kl. 02:00 lokal tid, 7 km sydvest for Kunduz by i Kunduz-provinsen i det nordlige Afghanistan. Et amerikansk fly, rekvireret af tyske styrker, angreb to tankvogne med jet-brændstof, som var blevet stjålet af Taliban-oprørere. Ifølge NATO's eget undersøgelseshold, mistede omkring 125 mennesker livet denne nat, herunder mindst 40 civile.

## Angrebet
Tankvognene kom fra Tadjikistan og var på vej til Kabul, men da de skulle krydse Kunduz-floden, sad de fast i mudderet. Tvunget af Taliban kom et antal beboere fra den nærliggende landsby til stedet, for at hjælpe med at få tankvognen fri, dels ved traktorers hjælp, dels ved at lette vægten ved at tappe brændstof.. 

### Angrebet baseret på een enkelt meddelers oplysninger
Oberst Georg Klein fra den tyske forbundshær bad et amerikansk B-1B bombefly, som fløj over det nordlige Afghanistan om at lede efter de to tankvogne, som var blevet stjålet torsdag aften. Kort efter midnat lokaliserede flyet de to tankvogne, som sad fast på en lille ø midt i Kunduz-floden. Ifølge Kleins forklaring, rapporterede flyets besætning at de kunne se, at nogle folk på stedet bar på panserværnsraketter og lettere våben. Ti minutter senere forlod flyet stedet pga. brændstofmangel. Klein bestilte et nyt kampfly, mens han erklærede hændelsen for at være en "umiddelbar trussel." "Min fornemmelse var, at hvis vi lod dem slippe væk med disse tankvogne, så kunne de senere bruges til at angribe lokale politistationer eller måske vores eget hovedkvarter", sagde Klein til Nato's undersøgelseshold.
Tyve minutter senere ankom to F-15E Strike Eagles. Et videokamera forsynede Kleins hovedkvarter med live videobilleder. Han og hans folk kunne se tankvognene og snesevis af mennesker forsamlet rundt om dem.
En 500-pund satellitstyret GBU-38-bombe blev kastet på hver tankvogn tidligt fredag morgen. Køretøjerne eksploderede i en ildkugle, som oplyste himlen i kilometers afstand, og brændte mange i umiddelbar nærhed.
Hans efterretningschef havde talt med en afghansk meddeler, som insisterede på at alle på stedet var oprørere. Beskrivelsen som denne kilde kom med, stemte med hvad Klein kunne se på videooptagelserne fra F-15'eren. "Det hele stemte 100 procent", sagde Klein. 

### Anstrengt forhold mellem amerikanske og tyske militære ledere
Hændelsen skete få dage efter at den øverstkommanderende for Nato's styrker, General Stanley McChrystal opfordrede til en frisk tilgang til konflikten. 
"Situationen i Afghanistan er alvorlig, men succes er mulig og kræver en revideret implementerings-strategi, ildhu og beslutsomhed – og en forstærket enhed i bestræbelserne" , skrev han i en strategisk vurdering af situationen.
Angrebet kan have været et brud med gældende NATO-regler, rapporterede Washington Post.Video-strømmen, som kom fra F-15'eren, har været kornet og uskarp, oplyste talsmand for de amerikanske styrker, Rear Adm Gregory Smith til Associated Press.

## Ofre
Den officielle afghanske rapport opregner 119 døde, heraf 49 bevæbnede og 20 ubevæbnede militante, 30 civile og 20 som ikke er identificerede. 
Den 7. september 2009 fremkom Afghanistan Rights Monitor (ARM), en kendt afghansk menneskerettighedsgruppe, med det første uafhængige estimat over antallet af døde, og bedømte efter samtaler med lokale beboere dette til at være 70 civile dræbt.
Taliban sagde at de også havde nedsat en kommission, som skal evaluere hændelsen. De fremkom med en liste med 79 dræbte civile, og som viser navn og alder samt faders navn. På listen var 24 børn under 18 år.
| Kunduz Fayzabad Samangan Puli Khumri MeS Maymana Qala i Naw Herat Chaghcharann Farah Lashkar Gah Kandahar Tarin Kowt Qalat Sharan Ghazni Khost Jalalabad Asadabad Nuristan Gardēz Kabul Vardak Bagram Logar Mether Lam Panjshir Lande som deltager med flest soldater i ISAF-styrkerne i Afghanistan. Stort flag svarer til de såkaldte 'Større Manøvre'-enheder (700 tropper eller flere). (Kilde: International Security Assistance Force (ISAF): Facts and Figures,16. april 2010.) | \| Land \| Tropper \| \| -------------- \| ------- \| \| USA \| 62415 \| \| Storbritannien \| 9500 \| \| Tyskland \| 4665 \| \| Frankrig \| 3750 \| \| Italien \| 3300 \| \| Canada \| 2830 \| \| Polen \| 2500 \| \| Holland \| 1885 \| \| Tyrkiet \| 1795 \| \| Australien \| 1550 \| \| Spanien \| 1270 \| \| Rumænien \| 1010 \| \| Danmark \| 750 \| \| Belgien \| 590 \| \| Bulgarien \| 525 \| \| Sverige \| 485 \| \| Norge \| 470 \| · |
| Land | Tropper |
| USA | 62415 |
| Storbritannien | 9500 |
| Tyskland | 4665 |
| Frankrig | 3750 |
| Italien | 3300 |
| Canada | 2830 |
| Polen | 2500 |
| Holland | 1885 |
| Tyrkiet | 1795 |
| Australien | 1550 |
| Spanien | 1270 |
| Rumænien | 1010 |
| Danmark | 750 |
| Belgien | 590 |
| Bulgarien | 525 |
| Sverige | 485 |
| Norge | 470 |